# Komitet Hydrologiczno-Meteorologiczny
Komitet Hydrologiczno-Meteorologiczny – organ opiniodawczo-doradczy Państwowego Instytutu Hydrologiczno-Meteorologicznego powołany na mocy dekretu z 1946 r. o utworzeniu  Instytutu. Zakres działania i organizację Komitetu ustalał statut uchwalony przez Radę Ministrów na wniosek Ministra Komunikacji w 1947 r..  

## Zadania Komitetu
Zadaniem Komitetu było:
- opiniowanie wniosków i projektów, które dyrektor Instytutu przedstawiał Komitetowi,
- opiniowanie ogólnego planu prac hydrologicznych i meteorologicznych, oraz środków, potrzebnych do realizacji planu prac,
- opiniowanie projektu koordynacji prac i badań Instytutu z badaniami hydrologicznymi i meteorologicznymi, prowadzonymi przez inne urzędy, instytucje i osoby na terenie Państwa, w celach naukowych lub praktycznych,
- opiniowanie wniosków w sprawie ujednolicenia metod prac badawczych hydrologicznych i meteorologicznych w Państwie oraz uzgodnienia działalności Instytutu z potrzebami zainteresowanych władz, urzędów i instytucji, celem zabezpieczenia należytej obsługi wszystkich dziedzin gospodarki państwowej, oraz interesów, związanych z obronnością Państwa,
- inicjowanie prac i badań, dotyczących teoretycznych i praktycznych zagadnień hydrologiczno-meteorologicznych oraz przedstawianie wniosków w sprawie organizacji i działalności Instytutu i jego jednostek terenowych.

W obradach Komitetu mogli brać udział rzeczoznawcy, zaproszeni przez przewodniczącego Komitetu.
Uchwały Komitetu zapadały większością dwóch-trzecich głosów obecnych członków Komitetu.

## Skład Komitetu
W skład Komitetu Hydrologiczno-Meteorologicznego wchodził:
- dyrektor Instytutu jako przewodniczący;
- przedstawiciele Ministerstw: Komunikacji, Administracji Publicznej, Ziem Odzyskanych, Rolnictwa i Reform Rolnych, Oświaty, Żeglugi, Leśnictwa oraz Centralnego Urzędu Planowania po jednym z każdego, jak również 2 przedstawicieli Ministerstwa Obrony Narodowej;
- 5-8 członków powoływanych i odwoływanych przez Ministra Komunikacji na wniosek dyrektora Instytutu spośród przedstawicieli wyższych uczelni, towarzystw naukowych oraz instytucji państwowych, naukowych i gospodarczych;
- zastępcy dyrektora Instytutu.

## Komisje Komitetu
Do rozpatrywania poszczególnych zagadnień, badania i przygotowywania spraw na zebranie ogólne Komitet  powoływała  komisje spośród członków Komitetu.
Komisje pracowały niezależnie od zebrań Komitetu.
Przewodnictwo komisji obejmował jeden z zastępców dyrektora Instytutu, wyznaczony przez przewodniczącego Komitetu.
Członkowie Komitetu i komisji oraz rzeczoznawcy otrzymywali  diety i zwrot kosztów podróży za udział w posiedzeniach w wysokości, ustalonej przez Ministra Komunikacji.